# Garrulaxe de Biet
Pour les articles homonymes, voir Garrulaxe et Biet.
Ianthocincla bieti
Espèce
Statut de conservation UICN

 VU C2a(i) : Vulnérable
 C2a(i) 
Le Garrulaxe de Biet (Ianthocincla bieti) est une espèce d'oiseaux de la famille des Leiothrichidae. Elle est endémique de Chine. Un spécimen fut envoyé du Tibet par Mgr Félix Biet, missionnaire et naturaliste français, au Muséum d'histoire naturelle et nommé après lui par Émile Oustalet en 1897.

## Habitat
Il habite les forêts du Sud-Ouest de la Chine.

## Taxinomie
C'est une espèce monotypique,.

## Menaces et conservations
Cette espèce est considérée comme « vulnérable » de l'UICN.